# 澳門婦女聯合總會
澳門婦女聯合總會（葡萄牙語：Associação Geral das Mulheres de Macau，簡稱澳門婦聯或婦聯總會），是澳門歷史最悠久、規模最大的婦女團體，成立於1950年，致力於促進婦女權益、保障婦幼福利及推動家庭和諧。該會現有逾5萬名會員，轄下設有多個附屬機構，涵蓋婦女服務、兒童教育、長者支援、醫療護理、心理輔導等多個範疇。婦聯長期活躍於澳門社區發展及公共政策討論，在政治上屬於建制派，並持續透過不同選舉聯盟或自組政團參選澳門立法會，推動家庭友善及婦幼保障政策。

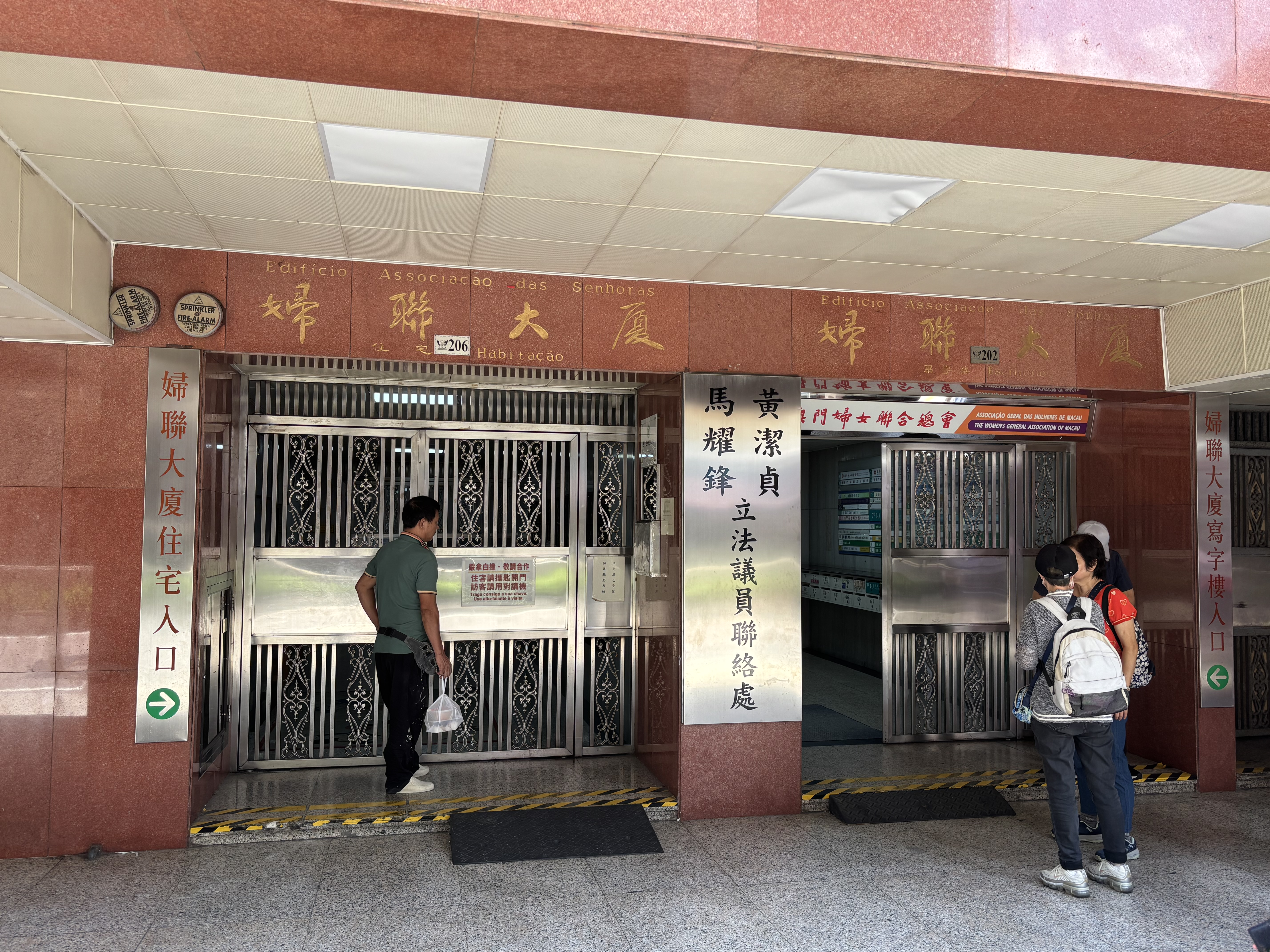
澳門婦女聯合總會大樓

## 歷史沿革
澳門婦女聯合總會於1950年成立，初期以推動婦女基礎教育、協助弱勢婦女及保障母嬰健康為主要工作重點。1960年代開始，該會逐步開展職業技能培訓、健康講座等服務，擴展對婦女社群的支援。
1970至1980年代，婦聯增設托兒服務及社區活動空間，並開始在社會事務中發表意見。1987年，婦聯組織成員首次參與澳門立法會選舉，開始直接參與公共事務。
1990年代後，隨著澳門經濟和社會發展，婦聯增設心理輔導、青少年支援和家庭服務等項目。1999年澳門回歸後，該會持續與政府合作，參與社會政策諮詢與多項社會服務計劃，並透過不同平台提出與婦幼、家庭相關的政策建議。
2017年，婦聯成立「美好家園聯盟」作為立法會直選平台，將部分政策主張帶入議會層面。該聯盟在2017年、2021年立法會選舉中均獲得議席。

## 組織架構[2]
澳門婦女聯合總會的最高決策機構為會員大會，負責審議工作報告、財務預算及章程修訂等重大事項。常設機構包括理事會、監事會及執行委員會，由會長統領各項日常會務。
理事會負責制定執行計劃及監督附屬機構運作；監事會則負責審核財務與監督內部管理。會長主持總會各項決策，現任會長為劉金玲；主席負責協助會長處理會務，現任主席為袁小菱。婦聯下設多個附屬機構，包括托兒所、幼稚園、社區中心、長者日間中心、心理輔導服務等，並透過40多個直屬機構與團體會員提供各類婦幼與家庭服務。
婦聯總會設有多個專責委員會或小組，如教育、社會服務、婦女權益、文化康樂等，分別負責對應領域的策劃和執行相關活動。

## 政治參與
澳門婦女聯合總會自1980年代起開始參與公共事務，1987年首次組織成員以直選形式參與澳門立法會選舉，此後持續透過聯盟或自組名單參選，關注家庭、婦女及兒童相關政策。婦聯長期屬於澳門建制派陣營，與多個建制團體合作推動立法或政策建議。
2000年代起，婦聯成員陸續當選立法會直選或間選議員，透過議會平台關注托兒服務、產假政策、家庭友善措施等議題。2017年，婦聯發起「美好家園聯盟」作為專注家庭及婦幼政策的選舉平台，獨立參加立法會直選；該聯盟在2017年和2021年立法會選舉中均成功取得議席。
此外，婦聯亦定期向政府提出政策建議，並受邀參與多個官方委員會及公共政策諮詢機構，就婦女權益、兒童福利、教育、醫療等事宜提供意見。

## 美好家園聯盟
美好家園聯盟（葡萄牙語：Aliança do Bom Lar）是澳門婦女聯合總會於2017年成立的政治參選平台，主張聚焦家庭、婦幼與青年政策，屬於建制派陣營。

美好家園聯盟在立法會的官方標識

聯盟於2017年立法會選舉首次參選，並以候選人黃潔貞為首，在當年直選取得1席。根據選管會資料，美好家園聯盟在2017年獲得約9,496票（佔5.50%）。
2021年，聯盟再次以「美好家園聯盟」名義參選，以黃潔貞與馬耀鋒為前兩號候選人，取得2席，是當年直選中代表家庭婦幼議題的重要建制派聲音。
2025年為第八屆立法會選舉，聯盟於6月23日提交新一屆共14人候選人名單，首位仍為現任議員黃潔貞，團隊包括教育、社會服務及青年背景成員，顯示婦聯持續利用該平台整合社區力量參政。
聯盟政治主張包括提升婦幼福利（如延長產假、提高育兒津貼）、推動家庭友善措施及關注青年教育與家庭住房問題，並經由議會及社區推動相關政策磋商。

## 外部連結
- 澳門婦女聯合總會的官方Facebook賬戶